# Ngô Sơn Đỉnh

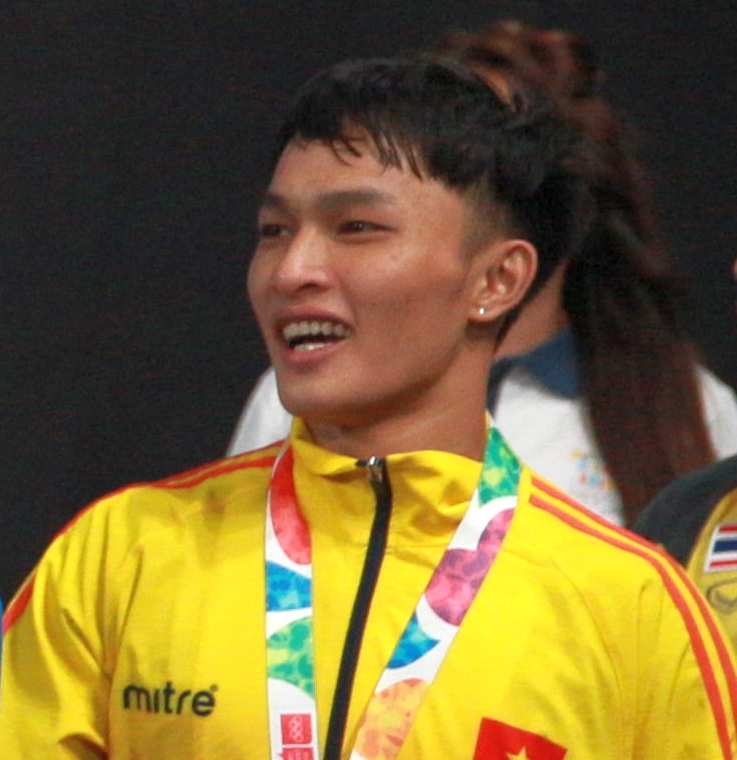

Ngô Sơn Đỉnh (sinh 2001) là một vận động viên cử tạ Việt Nam. Tại Đại hội Thể thao Olympic trẻ diễn ra ở Buenos Aires (Argentina) năm 2018, anh giành được Huy chương Vàng ở hạng cân 56 kg nam môn cử tạ.

## Thân thế sự nghiệp
Ngô Sơn Đỉnh sinh năm 2001, người Gò Công Đông, tỉnh Tiền Giang. Anh sinh trưởng trong một gia đình cha làm ngư dân, mẹ làm buôn bán nhỏ, người thân không ai theo nghiệp thể thao. Anh được chuyên gia Trung Quốc Trần Quốc Toàn phát hiện tố chất cử tạ khi còn là học sinh tiểu học của trường Vàm Láng (Gò Công Đông, Tiền Giang) và đưa về huấn luyện tại Trung tâm huấn luyện và thi đấu thể dục thể thao Tiền Giang.

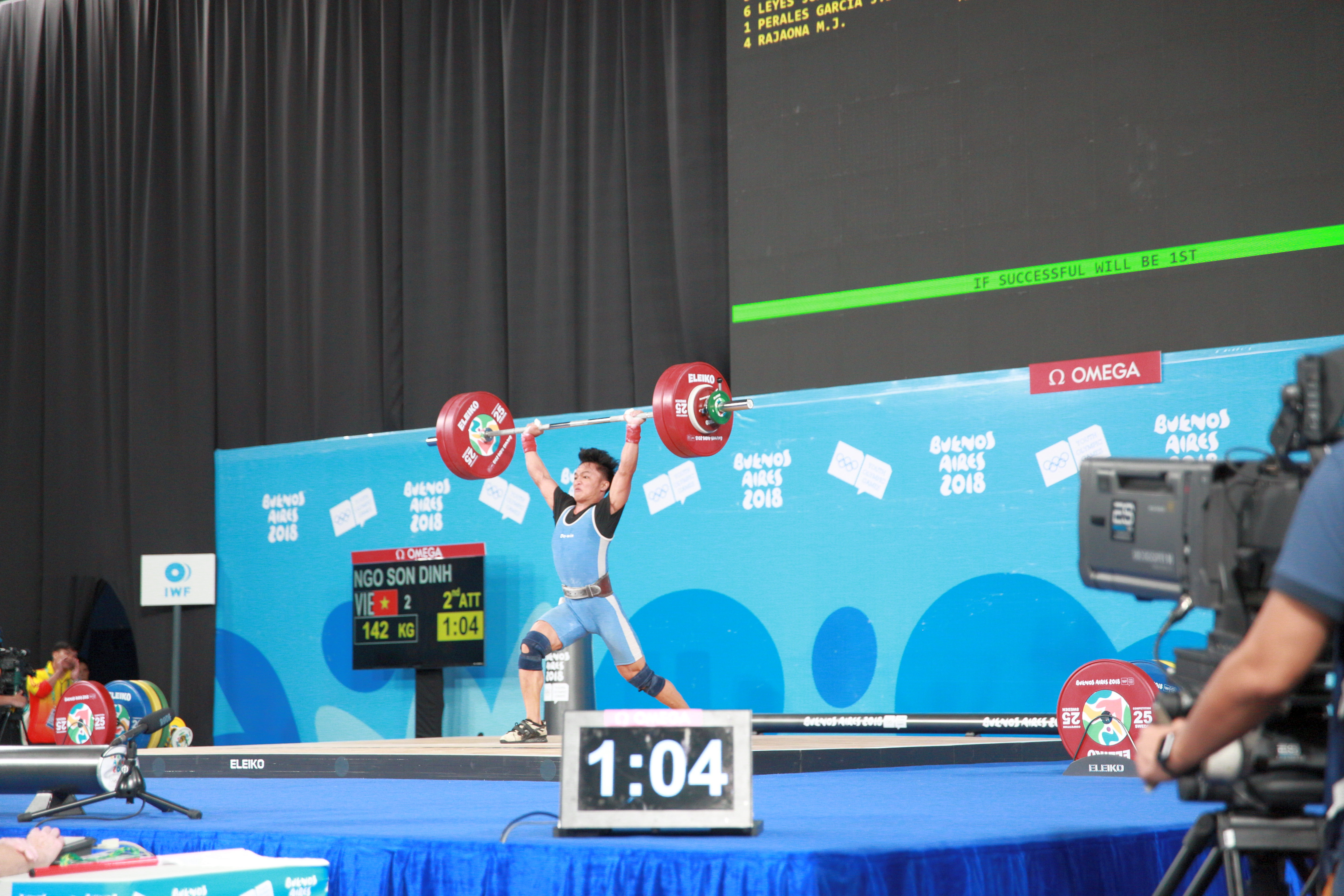

Năm 2017, anh lần đầu tiên được đưa đi thi đấu quốc tế tại giải thanh thiếu niên và trẻ châu Á ở Nepal và là vận động viên duy nhất không thuộc tuyển trẻ quốc gia. Tuy nhiên, tại giải này anh đã giành được 1 huy chương Bạc và huy chương Đồng. Do thành tích nổi bật này, anh được gọi vào tuyển trẻ Việt Nam, tập luyện ở Trung tâm huấn luyện thể thao quốc gia Cần Thơ. Trong năm 2018, anh giành được 3 huy chương Vàng tại giải cử tạ thanh thiếu niên và trẻ châu Á, 2 huy chương Đồng giải cử tạ vô địch trẻ thế giới. Tại Thế vận hội Trẻ Buenos Aires 2018, anh giành được Huy chương Vàng ở hạng cân 56 kg nam. 